# جیسون بالانتاین
جیسون بالانتاین (انگلیسی: Jason Ballantine؛ زاده ۶ مارس ۱۹۷۰) یک است. وی از سال ۱۹۹۸ میلادی تاکنون مشغول فعالیت بوده‌است.